# マルティン・クッタ
マルティン・ヴィルヘルム・クッタ（Martin Wilhelm Kutta、ドイツ語: [ˈkʊta]、1867年11月3日 - 1944年12月25日）は、ドイツの数学者。
上部シレジア、ピチェン（現ビチナ、ポーランド）出身。1885年から1890年までブレスラウ大学に通い、1894年までミュンヘンで勉強を続けそこでWalther Franz Anton von Dyckの助手となった。1898年から半年間ケンブリッジ大学で過ごした。1899年から1909年までも再度ミュンヘンのvon Dyckの助手として働き、1909年から1910年までフリードリヒ・シラー大学イェーナの非常勤教授であった。1910年から1912年までアーヘン工科大学の教授であり、1912年からシュトゥットガルト大学の教授になり、1935年の退官までその職にあった。
1901年、常微分方程式を数値的に解くのに使われるルンゲ＝クッタ法を共同開発した。空気力学におけるジュコーフスキー・クッタの翼、クッタ・ジュコーフスキーの定理、クッタの条件でも知られる。1944年、ドイツのFürstenfeldbruckで亡くなった。